# Hollandia a 2004. évi nyári olimpiai játékokon
Hollandia a görögországi Athénban megrendezett 2004. évi nyári olimpiai játékok egyik részt vevő nemzete volt. Az országot az olimpián 22 sportágban 210 sportoló képviselte, akik összesen 22 érmet szereztek.

## Érmesek
| Érem  | Versenyző | Sportág      | Versenyszám                  |
| ----- | --- | ------------ | ---------------------------- |
| Arany | Leontien Zijlaard-van Moorsel | Kerékpározás | Női egyéni időfutam          |
| Arany | Anky van Grunsven | Lovaglás     | Díjlovaglás, egyéni          |
| Arany | Pieter van den Hoogenband | Úszás        | Férfi 100 m gyors            |
| Arany | Inge de Bruijn | Úszás        | Női 50 m gyors               |
| Ezüst | Edith Bosch | Cselgáncs    | Női középsúly                |
| Ezüst | Michiel Bartman Chun Wei Cheung Geert-Jan Derksen Gerritjan Eggenkamp Jan-Willem Gabriëls Daniël Mensch Diederik Simon Matthijs Vellenga Gijs Vermeulen | Evezés       | Férfi nyolcas                |
| Ezüst | Nemzeti válogatott Matthijs Brouwer Ronald Brouwer Geert-Jan Derikx Jeroen Delmeé Rob Derikx Marten Eikelboom Floris Evers Erik Jazet Karel Klaver Jesse Mahieu Teun de Nooijer Rob Reckers Taeke Taekema Klaas Veering Guus Vogels Sander van der Weide                                        | Gyeplabda    | Férfi                        |
| Ezüst | Nemzeti válogatott Minke Booij Ageeth Boomgaardt Chantal de Bruijn Mijntje Donners Miek van Geenhuizen Sylvia Karres Lieve van Kessel Fátima Moreira de Melo Eefke Mulder Lisanne de Roever Maartje Scheepstra Janneke Schopman Clarinda Sinnige Minke Smabers Jiske Snoeks Macha van der Vaart | Gyeplabda    | Női                          |
| Ezüst | Theo Bos | Kerékpározás | Férfi egyéni sprint          |
| Ezüst | Mia Audina | Tollaslabda  | Női egyes                    |
| Ezüst | Pieter van den Hoogenband | Úszás        | Férfi 200 m gyors            |
| Ezüst | Pieter van den Hoogenband Johan Kenkhuis Mark Veens Mitja Zastrow Klaas-Erik Zwering | Úszás        | Férfi 4 × 100 m gyorsváltó   |
| Ezüst | Inge de Bruijn | Úszás        | Női 100 m gyors              |
| Bronz | Mark Huizinga | Cselgáncs    | Férfi középsúly              |
| Bronz | Dennis van der Geest | Cselgáncs    | Férfi nehézsúly              |
| Bronz | Deborah Gravenstijn | Cselgáncs    | Női könnyűsúly               |
| Bronz | Marit van Eupen Kirsten van der Kolk | Evezés       | Női könnyűsúlyú kétpárevezős |
| Bronz | Hurnet Dekkers Annemiek de Haan Nienke Hommes Annemarieke van Rumpt Sarah Siegelaar Marlies Smulders Helen Tanger Froukje Wegman Ester Workel | Evezés       | Női nyolcas                  |
| Bronz | Bart Brentjens | Kerékpározás | Férfi terep-kerékpározás     |
| Bronz | Leontien Zijlaard-van Moorsel | Kerékpározás | Női egyéni üldözőverseny     |
| Bronz | Inge de Bruijn | Úszás        | Női 100 m pillangó           |
| Bronz | Inge de Bruijn Inge Dekker Chantal Groot Annabel Kosten Marleen Veldhuis | Úszás        | Női 4 × 100 m gyorsváltó     |

## Asztalitenisz
Férfi
| Versenyző                 | Versenyszám | 64-es főtábla     | 48-as főtábla                                                   | 32-es főtábla                                                                        | Nyolcaddöntő                                                          | Negyeddöntő       | Elődöntő          | Döntő             | Helyezés |
| Versenyző                 | Versenyszám | Ellenfél Eredmény | Ellenfél Eredmény                                               | Ellenfél Eredmény                                                                    | Ellenfél Eredmény                                                     | Ellenfél Eredmény | Ellenfél Eredmény | Ellenfél Eredmény | Helyezés |
| ------------------------- | ----------- | ----------------- | --------------------------------------------------------------- | ------------------------------------------------------------------------------------ | --------------------------------------------------------------------- | ----------------- | ----------------- | ----------------- | -------- |
| Danny Heister             | Egyes       |                   | Macusita Kódzsi (JPN) · 7-11, 7-11, 8-11, 4-11                  | kiesett                                                                              | kiesett                                                               | kiesett           | kiesett           | kiesett           | 33.      |
| Trinko Keen               | Egyes       |                   | Torben Wosik (GER) · 11-9, 10-12, 7-11, 11-5, 5-11, 13-11, 11-9 | Vang Li-csin (CHN) · 11-6, 1-11, 8-11, 4-11, 2-11                                    | kiesett                                                               | kiesett           | kiesett           | kiesett           | 17.      |
| Danny Heister Trinko Keen | Páros       |                   |                                                                 | Ausztrália (AUS) · William Henzell · Dave Zalcberg · 15-13, 12-10, 6-11, 14-12, 11-3 | Kína (CHN) · Csen Csi · Ma Lin · 12-10, 7-11, 7-11, 13-11, 5-11, 3-11 | kiesett           | kiesett           | kiesett           | 9.       |

## Atlétika
Férfi
| Versenyző                                                   | Versenyszám     | Előfutam      | Előfutam      | Előfutam      | Negyeddöntő   | Negyeddöntő   | Negyeddöntő   | Elődöntő | Elődöntő | Elődöntő | Döntő    | Döntő    |
| Versenyző                                                   | Versenyszám     | Idő           | Hely.         | Össz.         | Idő           | Hely.         | Össz.         | Idő      | Hely.    | Össz.    | Idő      | Helyezés |
| ----------------------------------------------------------- | --------------- | ------------- | ------------- | ------------- | ------------- | ------------- | ------------- | -------- | -------- | -------- | -------- | -------- |
| Bram Som                                                    | 800 m           | 1:45,72       | 5.            | 10.*          |               |               |               | 1:45,52  | 5.       | 7.       | kiesett  | kiesett  |
| Gert-Jan Liefers                                            | 1500 m          | 3:40,10       | 6.            | 21.           |               |               |               | 3:36,00  | 3.       | 3.       | 3:37,17  | 8.       |
| Kamiel Maase                                                | 10 000 m        |               |               |               |               |               |               |          |          |          | 28:23,39 | 14.      |
| Gregory Sedoc                                               | 110 m gát       | 13,65         | 5.            | 31.           | nem ért célba | nem ért célba | nem ért célba | kiesett  | kiesett  | kiesett  | kiesett  | kiesett  |
| Simon Vroemen                                               | 3000 m akadály  | 8:15,28       | 2.            | 2.            |               |               |               |          |          |          | 8:13,25  | 6.       |
| Timothy Beck Troy Douglas Patrick van Balkom Caimin Douglas | 4 × 100 m váltó | nem ért célba | nem ért célba | nem ért célba |               |               |               |          |          |          | kiesett  | kiesett  |

| Versenyző    | Versenyszám   | Selejtező | Selejtező | Döntő    | Döntő    |
| Versenyző    | Versenyszám   | Eredmény  | Helyezés  | Eredmény | Helyezés |
| ------------ | ------------- | --------- | --------- | -------- | -------- |
| Rens Blom    | Rúdugrás      | 570 cm    | 7.**      | 565 cm   | 9.*      |
| Rutger Smith | Súlylökés     | 19,69 m   | 14.       | kiesett  | kiesett  |
| Rutger Smith | Diszkoszvetés | 61,11 m   | 16.       | kiesett  | kiesett  |

| Versenyző        | Versenyszám | 100 m | 100 m | Távolugrás | Távolugrás | Súlylökés                | Súlylökés                | Magasugrás | Magasugrás | 400 m | 400 m | 110 m gát | 110 m gát | Diszkoszvetés | Diszkoszvetés | Rúdugrás | Rúdugrás | Gerelyhajítás | Gerelyhajítás | 1500 m  | 1500 m | Végeredmény | Végeredmény |
| Versenyző        | Versenyszám | Idő   | Pont  | Eredmény   | Pont       | Eredmény                 | Pont                     | Eredmény   | Pont       | Idő   | Pont  | Idő       | Pont      | Eredmény      | Pont          | Eredmény | Pont     | Eredmény      | Pont          | Idő     | Pont   | Pont        | Helyezés    |
| ---------------- | ----------- | ----- | ----- | ---------- | ---------- | ------------------------ | ------------------------ | ---------- | ---------- | ----- | ----- | --------- | --------- | ------------- | ------------- | -------- | -------- | ------------- | ------------- | ------- | ------ | ----------- | ----------- |
| Eugène Martineau | Tízpróba    | 10,99 | 863   | 684 cm     | 776        | érvényes kísérlet nélkül | érvényes kísérlet nélkül | 200 cm     | 803        | 49,10 | 857   | 15,02     | 847       | 40,00 m       | 665           | 480 cm   | 849      | 63,62 m       | 792           | 4:31,79 | 733    | 7185        | 29.         |
| Chiel Warners    | Tízpróba    | 10,62 | 947   | 774 cm     | 995        | 14,48 m                  | 758                      | 197 cm     | 776        | 47,97 | 911   | 14,01     | 973       | 43,73 m       | 741           | 490 cm   | 880      | 55,39 m       | 669           | 4:38,05 | 693    | 8343        | 5.          |

Női
| Versenyző                                                                      | Versenyszám     | Előfutam      | Előfutam      | Előfutam      | Döntő    | Döntő    |
| Versenyző                                                                      | Versenyszám     | Idő           | Hely.         | Össz.         | Idő      | Helyezés |
| ------------------------------------------------------------------------------ | --------------- | ------------- | ------------- | ------------- | -------- | -------- |
| Lornah Kiplagat                                                                | 10 000 m        |               |               |               | 30:31,92 | 5.       |
| Joan van den Akker Jacqueline Poelman Pascal van Assendelft Annemarieke Kramer | 4 × 100 m váltó | nem ért célba | nem ért célba | nem ért célba | kiesett  | kiesett  |

| Versenyző          | Versenyszám | Selejtező | Selejtező | Döntő    | Döntő    |
| Versenyző          | Versenyszám | Eredmény  | Helyezés  | Eredmény | Helyezés |
| ------------------ | ----------- | --------- | --------- | -------- | -------- |
| Lieja Tunks-Koeman | Súlylökés   | 18,38 m   | 9.        | 18,14 m  | 11.      |

| Versenyző       | Versenyszám | 100 m gát | 100 m gát | Magasugrás | Magasugrás | Súlylökés | Súlylökés | 200 m | 200 m | Távolugrás | Távolugrás | Gerelyhajítás | Gerelyhajítás | 800 m   | 800 m | Végeredmény | Végeredmény |
| Versenyző       | Versenyszám | Idő       | Pont      | Eredmény   | Pont       | Eredmény  | Pont      | Idő   | Pont  | Eredmény   | Pont       | Eredmény      | Pont          | Idő     | Pont  | Pont        | Helyezés    |
| --------------- | ----------- | --------- | --------- | ---------- | ---------- | --------- | --------- | ----- | ----- | ---------- | ---------- | ------------- | ------------- | ------- | ----- | ----------- | ----------- |
| Karin Ruckstuhl | Hétpróba    | 13,44     | 1059      | 185 cm     | 1041       | 13,37 m   | 752       | 24,59 | 925   | 590 cm     | 819        | 36,70 m       | 604           | 2:13,95 | 908   | 6108        | 16.         |

* - egy másik versenyzővel azonos időt ért el

** - két másik versenyzővel azonos eredményt ért el

## Baseball
| #          | Poz. | Név                  | Születési idő                    | Klub               |
| ---------- | ---- | -------------------- | -------------------------------- | ------------------ |
| 31         | P    | Alexander Smit       | 1985. október 2. (18 évesen)     | Minnesota Twins    |
| 34         | P    | Calvin Maduro        | 1974. szeptember 5. (29 évesen)  | HCAW               |
| 14         | P    | Dave Draijer         | 1973. szeptember 30. (30 évesen) | HCAW               |
| 35         | P    | Diegomar Markwell    | 1980. augusztus 8. (24 évesen)   | New Haven Ravens   |
| 20         | P    | Eelco Jansen         | 1969. május 14. (35 évesen)      | Neptunus Rotterdam |
| 5          | P    | Ferenc Jongejan      | 1978. október 20. (25 évesen)    | Chicago Cubs       |
| 16         | P    | Patrick Beljaards    | 1978. április 3. (26 évesen)     | Corendon Kinheim   |
| 22         | P    | Patrick de Lange     | 1976. január 21. (28 évesen)     | HCAW               |
| 19         | P    | Rob Cordemans        | 1974. október 31. (29 évesen)    | Neptunus Rotterdam |
| 3          | P    | Robin van Doornspeek | 1981. február 25. (23 évesen)    | Hoofddorp Pioniers |
| 33         | C    | Chairon Isenia       | 1979. január 23. (25 évesen)     | Tampa Bay Rays     |
| 15         | C    | Maikel Benner        | 1980. március 24. (24 évesen)    | Neptunus Rotterdam |
| 24         | C    | Sidney de Jong       | 1979. április 14. (25 évesen)    | HCAW               |
| 9          | IF   | Evert-Jan 't Hoen    | 1975. november 8. (28 évesen)    | Neptunus Rotterdam |
| 4          | IF   | Ivanon Coffie        | 1977. május 16. (27 évesen)      | Houston Astros     |
| 30         | IF   | Reily Legito         | 1978. július 26. (26 évesen)     | Neptunus Rotterdam |
| 7          | IF   | Ralph Milliard       | 1973. december 30. (30 évesen)   | HCAW               |
| 12         | IF   | Sharnol Adriana      | 1970. november 13. (33 évesen)   | Veracruz           |
| 2          | IF   | Yurendell de Caster  | 1979. szeptember 26. (24 évesen) | Pittsburgh Pirates |
| 18         | OF   | Dirk van 't Klooster | 1976. április 3. (28 évesen)     | Neptunus Rotterdam |
| 21         | OF   | Eugene Kingsale      | 1976. augusztus 20. (27 évesen)  | San Diego Padres   |
| 28         | OF   | Harvey Monte         | 1981. október 8. (22 évesen)     | Neptunus Rotterdam |
| 23         | OF   | Johnny Balentina     | 1971. augusztus 8. (33 évesen)   | Corendon Kinheim   |
| 37         | OF   | Wladimir Balentien   | 1984. július 2. (20 évesen)      | Seattle Mariners   |
| Vezetőedző |      |                      |                                  |                    |
| 6          |      | Robert Eenhoorn      | 1968. február 9. (36 évesen)     |                    |

- Kor: 2004. augusztus 14-i kora

### Eredmények
Csoportkör
| Csapat      | M | Gy | V | P+ | P– | Pk  |
| ----------- | - | -- | - | -- | -- | --- |
| Japán       | 7 | 6  | 1 | 49 | 20 | +29 |
| Kuba        | 7 | 6  | 1 | 41 | 17 | +24 |
| Kanada      | 7 | 5  | 2 | 39 | 17 | +22 |
| Ausztrália  | 7 | 4  | 3 | 49 | 30 | +19 |
| Tajvan      | 7 | 3  | 4 | 24 | 28 | –4  |
| Hollandia   | 7 | 2  | 5 | 29 | 55 | –26 |
| Görögország | 7 | 1  | 6 | 24 | 49 | –25 |
| Olaszország | 7 | 1  | 6 | 19 | 58 | –39 |

| 2004. augusztus 15. 19:30 |  | Görögország (GRE) | 0–11 | Hollandia |  |  |
| 2004. augusztus 15. 19:30 |  |                   |      |           |  |  |

| 2004. augusztus 16. 18:30 |  | Japán (JPN) | 8–3 | Hollandia |  |  |
| 2004. augusztus 16. 18:30 |  |             |     |           |  |  |

| 2004. augusztus 17. 10:30 |  | Hollandia (NED) | 0–7 | Kanada |  |  |
| 2004. augusztus 17. 10:30 |  |                 |     |        |  |  |

| 2004. augusztus 18. 10:30 |  | Hollandia (NED) | 10–4 | Olaszország |  |  |
| 2004. augusztus 18. 10:30 |  |                 |      |             |  |  |

| 2004. augusztus 20. 19:30 |  | Kuba (CUB) | 9–2 | Hollandia |  |  |
| 2004. augusztus 20. 19:30 |  |            |     |           |  |  |

| 2004. augusztus 21. 18:30 |  | Hollandia (NED) | 2–22 | Ausztrália |  |  |
| 2004. augusztus 21. 18:30 |  |                 |      |            |  |  |

| 2004. augusztus 22. 10:30 |  | Hollandia (NED) | 1–5 | Tajvan |  |  |
| 2004. augusztus 22. 10:30 |  |                 |     |        |  |  |

| Csapat    | Helyezés |
| --------- | -------- |
| Hollandia | 6.       |

## Cselgáncs
Férfi
| Versenyző            | Versenyszám  | Selejtező         | 32-es főtábla                      | Nyolcaddöntő                            | Negyeddöntő                        | Elődöntő                       | Vigaszág első kör                       | Vigaszág negyeddöntő           | Vigaszág elődöntő                | Bronz- mérkőzés                  | Döntő             | Helyezés    |
| Versenyző            | Versenyszám  | Ellenfél Eredmény | Ellenfél Eredmény                  | Ellenfél Eredmény                       | Ellenfél Eredmény                  | Ellenfél Eredmény              | Ellenfél Eredmény                       | Ellenfél Eredmény              | Ellenfél Eredmény                | Ellenfél Eredmény                | Ellenfél Eredmény | Helyezés    |
| -------------------- | ------------ | ----------------- | ---------------------------------- | --------------------------------------- | ---------------------------------- | ------------------------------ | --------------------------------------- | ------------------------------ | -------------------------------- | -------------------------------- | ----------------- | ----------- |
| Guillaume Elmont     | Váltósúly    |                   | Mehman Əzizov (AZE) · 0001-1010    | kiesett                                 | kiesett                            | kiesett                        |                                         |                                |                                  |                                  |                   | helyezetlen |
| Mark Huizinga        | Középsúly    |                   | Gerhard Dempf (GER) · 1000-0000    | Hvang Hithe (KOR) · 0000-0001           |                                    |                                | Przemysław Matyjaszek (POL) · 0021-0001 | Keith Morgan (CAN) · 1012-0000 | Eduardo Costa (ARG) · 1010-0000  | Winston Gordon (GBR) · 1001-0000 |                   |             |
| Elco van der Geest   | Félnehézsúly |                   | Mövlud Mirəliyev (AZE) · 1011-0001 | Bassel El-Gharbawy (EGY) · 1000-0000    | Inoue Kószei (JPN) · 1020-0010     | Ihar Makarav (BLR) · 0001-0011 |                                         |                                |                                  | Arik Zeevi (ISR) · 0001-1002     |                   | 5.          |
| Dennis van der Geest | Nehézsúly    |                   | Luis Morán (HON) · 1000-0000       | Jeldosz Ihszangalijev (KAZ) · 1001-0001 | Paolo Bianchessi (ITA) · 0000-0001 |                                |                                         | Kim Szongbom (KOR) · 1000-0001 | Andreas Tölzer (GER) · 1000-0000 | Szejed Fasandi (IRI) · 0201-0001 |                   |             |

Női
| Versenyző           | Versenyszám  | Selejtező                          | Nyolcaddöntő                     | Negyeddöntő                          | Elődöntő                         | Vigaszág első kör                 | Vigaszág negyeddöntő | Vigaszág elődöntő | Bronz- mérkőzés                 | Döntő                         | Helyezés    |
| Versenyző           | Versenyszám  | Ellenfél Eredmény                  | Ellenfél Eredmény                | Ellenfél Eredmény                    | Ellenfél Eredmény                | Ellenfél Eredmény                 | Ellenfél Eredmény    | Ellenfél Eredmény | Ellenfél Eredmény               | Ellenfél Eredmény             | Helyezés    |
| ------------------- | ------------ | ---------------------------------- | -------------------------------- | ------------------------------------ | -------------------------------- | --------------------------------- | -------------------- | ----------------- | ------------------------------- | ----------------------------- | ----------- |
| Deborah Gravenstijn | Könnyűsúly   | Cinzia Cavazzuti (ITA) · 1000-0001 | Ellen Wilson (USA) · 1011-0001   | Danielle Zangrando (BRA) · 1010-0010 | Ivonne Bönisch (GER) · 0000-1000 |                                   |                      |                   | Barbara Harel (FRA) · 1000-0010 |                               |             |
| Edith Bosch         | Középsúly    |                                    | Cecilia Blanco (ESP) · 0111-0101 | Elizabeth Copes (ARG) · 1000-0000    | Annett Böhm (GER) · 0110-0000    |                                   |                      |                   |                                 | Ueno Maszae (JPN) · 0001-1000 |             |
| Claudia Zwiers      | Félnehézsúly | Liu Hszia (CHN) · 0111-1000        |                                  |                                      |                                  | Vera Moszkaljuk (RUS) · 0000-0102 | kiesett              | kiesett           | kiesett                         |                               | helyezetlen |

## Evezés
Férfi
| Versenyző | Versenyszám                          | Előfutam | Előfutam | Vigaszág | Vigaszág | Elődöntő | Elődöntő | Elődöntő | Döntő | Döntő   | Döntő | Helyezés |
| Versenyző | Versenyszám                          | Idő      | Hely.    | Idő      | Hely.    | Típus    | Idő      | Hely.    | Típus | Idő     | Hely. | Helyezés |
| --- | ------------------------------------ | -------- | -------- | -------- | -------- | -------- | -------- | -------- | ----- | ------- | ----- | -------- |
| Dirk Lippits | Egypárevezős                         | 7:21,19  | 3.       | 7:01,39  | 2.       | A/B/C    | 7:05,94  | 5.       | C     | 6:58,20 | 4.    | 16.      |
| Gerard van der Linden Ivo Snijders Karel Dormans Joeri de Groot | Könnyűsúlyú kormányos nélküli négyes | 5:52,52  | 2.       |          |          | A/B      | 5:57,47  | 2.       | A     | 6:03,79 | 4.    | 4.       |
| Matthijs Vellenga Gijs Vermeulen Jan-Willem Gabriëls Daniël Mensch Geert-Jan Derksen Diederik Simon Gerritjan Eggenkamp Michiel Bartman Chun Wei Cheung (kormányos) | Nyolcas                              | 5:25,26  | 2.       | 5:31,92  | 1.       |          |          |          | A     | 5:43,75 | 2.    |          |

Női
| Versenyző | Versenyszám              | Előfutam | Előfutam | Vigaszág | Vigaszág | Elődöntő | Elődöntő | Elődöntő | Döntő | Döntő   | Döntő | Helyezés |
| Versenyző | Versenyszám              | Idő      | Hely.    | Idő      | Hely.    | Típus    | Idő      | Hely.    | Típus | Idő     | Hely. | Helyezés |
| --- | ------------------------ | -------- | -------- | -------- | -------- | -------- | -------- | -------- | ----- | ------- | ----- | -------- |
| Femke Dekker | Egypárevezős             | 7:55,50  | 3.       | 7:39,84  | 2.       | A/B      | 8:10,76  | 6.       | B     | 7:39,15 | 4.    | 10.      |
| Kirsten van der Kolk Marit van Eupen | Könnyűsúlyú kétpárevezős | 7:00,46  | 3.       | 6:52,53  | 1.       | A/B      | 6:53,10  | 2.       | A     | 6:58,54 | 3.    |          |
| Froukje Wegman Marlies Smulders Nienke Hommes Hurnet Dekkers Annemarieke van Rumpt Annemiek de Haan Sarah Siegelaar Helen Tanger Ester Workel (kormányos) | Nyolcas                  | 6:04,10  | 1.       |          |          |          |          |          | A     | 6:19,85 | 3.    |          |

## Gyeplabda

### Férfi
| #               | Név                  |         |         |         |         |         |         |         |
| Kapusok         | Kapusok              | Kapusok | Kapusok | Kapusok | Kapusok | Kapusok | Kapusok | Kapusok |
| --------------- | -------------------- | ------- | ------- | ------- | ------- | ------- | ------- | ------- |
| 1               | Guus Vogels          |         |         |         |         |         |         |         |
| 13              | Klaas Veering        |         |         |         |         |         |         |         |
| Mezőnyjátékosok |                      |         |         |         |         |         |         |         |
| 3               | Geert-Jan Derikx     |         |         |         |         |         |         |         |
| 4               | Erik Jazet           |         |         |         |         |         |         |         |
| 5               | Rob Derikx           |         |         |         |         |         |         |         |
| 6               | Floris Evers         |         |         |         |         |         |         |         |
| 7               | Sander van der Weide |         |         |         |         |         |         |         |
| 8               | Ronald Brouwer       |         |         |         |         |         |         |         |
| 10              | Taeke Taekema        |         |         |         |         |         |         |         |
| 11              | Marten Eikelboom     |         |         |         |         |         |         |         |
| 12              | Jeroen Delmeé (CSK)  |         |         |         |         |         |         |         |
| 14              | Teun de Nooijer      |         |         |         |         |         |         |         |
| 15              | Karel Klaver         |         |         |         |         |         |         |         |
| 18              | Rob Reckers          |         |         |         |         |         |         |         |
| 19              | Matthijs Brouwer     |         |         |         |         |         |         |         |
| 20              | Jesse Mahieu         |         |         |         |         |         |         |         |
| Tartalékok      |                      |         |         |         |         |         |         |         |
| Vezetőedző      |                      |         |         |         |         |         |         |         |
|                 | Terry Walsh          |         |         |         |         |         |         |         |

#### Eredmények
Csoportkör
B csoport
| Csapat                        | M | Gy | D | V | G+ | G– | Gk | P  |
| ----------------------------- | - | -- | - | - | -- | -- | -- | -- |
| Hollandia (NED)               | 5 | 5  | 0 | 0 | 16 | 9  | +7 | 15 |
| Ausztrália (AUS)              | 5 | 3  | 1 | 1 | 14 | 10 | +4 | 10 |
| Új-Zéland (NZL)               | 5 | 3  | 0 | 2 | 13 | 11 | +2 | 9  |
| India (IND)                   | 5 | 1  | 1 | 3 | 11 | 13 | –2 | 4  |
| Dél-afrikai Köztársaság (RSA) | 5 | 1  | 0 | 4 | 9  | 15 | –6 | 3  |
| Argentína (ARG)               | 5 | 0  | 2 | 3 | 8  | 13 | –5 | 2  |

| 2004. augusztus 15. 20:30 | Hollandia (NED)                             | 3–1        | India (IND)       | Játékvezetők: Murray Grime (AUS), Jason McCracken (NZL) |
| 2004. augusztus 15. 20:30 | Eikelboom 2' · de Nooijer 50' · Taekema 54' | (1–0)      | Adzsit Szingh 69' | Játékvezetők: Murray Grime (AUS), Jason McCracken (NZL) |
| 2004. augusztus 15. 20:30 | M. Brouwer 10' Vogels 69'                   | Büntetések | Dzouza 35'        | Játékvezetők: Murray Grime (AUS), Jason McCracken (NZL) |

| 2004. augusztus 17. 20:00 | Új-Zéland (NZL)            | 3–4        | Hollandia (NED)                                  | Játékvezetők: David Gentles (AUS), Sumesh Putra (CAN) |
| 2004. augusztus 17. 20:00 | Shaw 9', 55' · Burrows 59' | (1–2)      | Taekema 4', 24' · Klaver 39' · van der Weide 68' | Játékvezetők: David Gentles (AUS), Sumesh Putra (CAN) |
| 2004. augusztus 17. 20:00 |                            | Büntetések | Delmeé 24' Eikelboom 47'                         | Játékvezetők: David Gentles (AUS), Sumesh Putra (CAN) |

| 2004. augusztus 19. 8:30 | Hollandia (NED)                          | 3–2        | Dél-afrikai Köztársaság (RSA) | Játékvezetők: Jason McCracken (NZL), Han Jin-Soo (KOR) |
| 2004. augusztus 19. 8:30 | Derikx 29' · de Nooijer 49' · Klaver 69' | (1–2)      | S. Evans 17' · Symons 23'     | Játékvezetők: Jason McCracken (NZL), Han Jin-Soo (KOR) |
| 2004. augusztus 19. 8:30 | Evers 26' Eikelboom 33' M. Brouwer 33'   | Büntetések |                               | Játékvezetők: Jason McCracken (NZL), Han Jin-Soo (KOR) |

| 2004. augusztus 21. 18:30 | Argentína (ARG)                       | 2–4        | Hollandia (NED)                                         | Játékvezetők: Amarjit Singh (MAS), Murray Grime (AUS) |
| 2004. augusztus 21. 18:30 | Almada 37' · Lombi 52'                | (0–3)      | Reckers 17' · Klaver 22' · Taekema 26' · de Nooijer 44' | Játékvezetők: Amarjit Singh (MAS), Murray Grime (AUS) |
| 2004. augusztus 21. 18:30 | MacCormik 51' R. Vila 68' Paredes 68' | Büntetések | van der Weide 30'                                       | Játékvezetők: Amarjit Singh (MAS), Murray Grime (AUS) |

| 2004. augusztus 23. 20:30 | Ausztrália (AUS)        | 1–2        | Hollandia (NED)  | Játékvezetők: Xavier Adell (ESP), Amarjit Singh (MAS) |
| 2004. augusztus 23. 20:30 | Brooks 28'              | (1–2)      | Taekema 10', 13' | Játékvezetők: Xavier Adell (ESP), Amarjit Singh (MAS) |
| 2004. augusztus 23. 20:30 | Hammond 22' Brennan 26' | Büntetések |                  | Játékvezetők: Xavier Adell (ESP), Amarjit Singh (MAS) |

Elődöntő
| 2004. augusztus 25. 18:30 | Hollandia (NED)                             | 3–2        | Németország (GER)          | Játékvezetők: Murray Grime (AUS), Ray O’Connor (IRL) |
| 2004. augusztus 25. 18:30 | Taekema 5' · Eikelboom 47' · de Nooijer 52' | (1–1)      | Witthaus 3' · Bechmann 58' | Játékvezetők: Murray Grime (AUS), Ray O’Connor (IRL) |
| 2004. augusztus 25. 18:30 | Jazet 17' de Nooijer 57'                    | Büntetések |                            | Játékvezetők: Murray Grime (AUS), Ray O’Connor (IRL) |

Döntő
| 2004. augusztus 27. 20:30 | Hollandia (NED)       | 1–2 (h. u.) | Ausztrália (AUS)                  | Játékvezetők: Ray O’Connor (IRL), John Wright (RSA) |
| 2004. augusztus 27. 20:30 | R. Brouwer 28'        | (1–0, 1–1)  | Brooks 37' · Dwyer 78' (aranygól) | Játékvezetők: Ray O’Connor (IRL), John Wright (RSA) |
| 2004. augusztus 27. 20:30 | Taekema 34' Jazet 52' | Büntetések  |                                   | Játékvezetők: Ray O’Connor (IRL), John Wright (RSA) |

| Csapat          | Helyezés |
| --------------- | -------- |
| Hollandia (NED) |          |

### Női
| #               | Név                    |         |         |         |         |         |         |         |
| Kapusok         | Kapusok                | Kapusok | Kapusok | Kapusok | Kapusok | Kapusok | Kapusok | Kapusok |
| --------------- | ---------------------- | ------- | ------- | ------- | ------- | ------- | ------- | ------- |
| 1               | Clarinda Sinnige       |         |         |         |         |         |         |         |
| 2               | Lisanne de Roever      |         |         |         |         |         |         |         |
| Mezőnyjátékosok |                        |         |         |         |         |         |         |         |
| 3               | Macha van der Vaart    |         |         |         |         |         |         |         |
| 4               | Fátima Moreira de Melo |         |         |         |         |         |         |         |
| 5               | Jiske Snoeks           |         |         |         |         |         |         |         |
| 6               | Maartje Scheepstra     |         |         |         |         |         |         |         |
| 7               | Miek van Geenhuizen    |         |         |         |         |         |         |         |
| 9               | Sylvia Karres          |         |         |         |         |         |         |         |
| 10              | Mijntje Donners (CSK)  |         |         |         |         |         |         |         |
| 11              | Ageeth Boomgaardt      |         |         |         |         |         |         |         |
| 13              | Minke Smabers          |         |         |         |         |         |         |         |
| 14              | Minke Booij            |         |         |         |         |         |         |         |
| 15              | Janneke Schopman       |         |         |         |         |         |         |         |
| 16              | Chantal de Bruijn      |         |         |         |         |         |         |         |
| 17              | Eefke Mulder           |         |         |         |         |         |         |         |
| 21              | Lieve van Kessel       |         |         |         |         |         |         |         |
| Tartalékok      |                        |         |         |         |         |         |         |         |
| Vezetőedző      |                        |         |         |         |         |         |         |         |
|                 | Marc Lammers           |         |         |         |         |         |         |         |

#### Eredmények
Csoportkör
B csoport
| Csapat                        | M | Gy | D | V | G+ | G– | Gk | P  |
| ----------------------------- | - | -- | - | - | -- | -- | -- | -- |
| Hollandia (NED)               | 4 | 4  | 0 | 0 | 14 | 5  | +9 | 12 |
| Németország (GER)             | 4 | 2  | 0 | 2 | 6  | 10 | –4 | 6  |
| Dél-Korea (KOR)               | 4 | 1  | 1 | 2 | 9  | 8  | +1 | 4  |
| Ausztrália (AUS)              | 4 | 1  | 1 | 2 | 6  | 5  | +1 | 4  |
| Dél-afrikai Köztársaság (RSA) | 4 | 1  | 0 | 3 | 5  | 12 | –7 | 3  |

| 2004. augusztus 14. 8:40 | Hollandia (NED)                                                              | 6–2        | Dél-afrikai Köztársaság (RSA) | Játékvezetők: Lyn Farrell (NZL), Gina Spitaleri (ITA) |
| 2004. augusztus 14. 8:40 | Donners 6', 19', 37' · Boomgaardt 15' · Moreira de Melo 23' · Scheepstra 25' | (5–1)      | Wilson 7', 53'                | Játékvezetők: Lyn Farrell (NZL), Gina Spitaleri (ITA) |
| 2004. augusztus 14. 8:40 | Donners 8' Scheepstra 55'                                                    | Büntetések |                               | Játékvezetők: Lyn Farrell (NZL), Gina Spitaleri (ITA) |

| 2004. augusztus 16. 20:00 | Dél-Korea (KOR)                        | 2–3        | Hollandia (NED)                    | Játékvezetők: Carolina de la Fuente (ARG), Julie Ashton-Lucy (AUS) |
| 2004. augusztus 16. 20:00 | Kim Dzsingjong 19' · Pak Csongszuk 57' | (1–2)      | van der Vaart 26', 35' · Booij 40' | Játékvezetők: Carolina de la Fuente (ARG), Julie Ashton-Lucy (AUS) |
| 2004. augusztus 16. 20:00 | Kim Junmi 51'                          | Büntetések | Smabers 56' Booij 62'              | Játékvezetők: Carolina de la Fuente (ARG), Julie Ashton-Lucy (AUS) |

| 2004. augusztus 18. 10:30 | Hollandia (NED)                                                  | 4–1        | Németország (GER)    | Játékvezetők: Chieko Akiyama (JPN), Marelize de Clerk (RSA) |
| 2004. augusztus 18. 10:30 | Scheepstra 7' · Boomgaardt 19' · van Geenhuizen 21' · Karres 29' | (4–0)      | Ernsting-Krienke 40' | Játékvezetők: Chieko Akiyama (JPN), Marelize de Clerk (RSA) |
| 2004. augusztus 18. 10:30 | Mulder 49'                                                       | Büntetések | Kühn 36' Rinne 66'   | Játékvezetők: Chieko Akiyama (JPN), Marelize de Clerk (RSA) |

| 2004. augusztus 22. 20:00 | Ausztrália (AUS) | 0–1        | Hollandia (NED)                                       | Játékvezetők: Marelize de Clerk (RSA), Gina Spitaleri (ITA) |
| 2004. augusztus 22. 20:00 |                  | (0–0)      | Donners 47'                                           | Játékvezetők: Marelize de Clerk (RSA), Gina Spitaleri (ITA) |
| 2004. augusztus 22. 20:00 | Dobson 66'       | Büntetések | Donners 10' van Kessel 43' Smabers 54' Boomgaardt 64' | Játékvezetők: Marelize de Clerk (RSA), Gina Spitaleri (ITA) |

Elődöntő
| 2004. augusztus 24. 18:00 | Hollandia (NED)                        | 2–2 (h. u.) | Argentína (ARG)                     | Játékvezetők: Lyn Farrell (NZL), Minka Woolley (AUS) |
| 2004. augusztus 24. 18:00 | Karres 41' · Donners 45'               | (0–1, 2–2)  | García 17' · Aicega 68'             | Játékvezetők: Lyn Farrell (NZL), Minka Woolley (AUS) |
| 2004. augusztus 24. 18:00 | van der Vaart 7' Donners 68'           | Büntetések  | Hernández 30' Arrondo 49' Gulla 78' | Játékvezetők: Lyn Farrell (NZL), Minka Woolley (AUS) |
| 2004. augusztus 24. 18:00 | Büntetőpárbaj:                         |             |                                     | Játékvezetők: Lyn Farrell (NZL), Minka Woolley (AUS) |
| 2004. augusztus 24. 18:00 | Schopman Boomgaardt Donners van Kessel | 4–2         | Margalot Rognoni Aymar Stepnik      | Játékvezetők: Lyn Farrell (NZL), Minka Woolley (AUS) |

Döntő
| 2004. augusztus 26. 20:30 | Hollandia (NED) | 1–2        | Németország (GER)  | Játékvezetők: Marelize de Clerk (RSA) , Soledad Iparraguirre (ARG) |
| 2004. augusztus 26. 20:30 | Scheepstra 38'  | (0–2)      | Kühn 6' · Gude 20' | Játékvezetők: Marelize de Clerk (RSA) , Soledad Iparraguirre (ARG) |
| 2004. augusztus 26. 20:30 | Mulder 52'      | Büntetések | Müller 33'         | Játékvezetők: Marelize de Clerk (RSA) , Soledad Iparraguirre (ARG) |

| Csapat          | Helyezés |
| --------------- | -------- |
| Hollandia (NED) |          |

## Íjászat
Férfi
| Versenyző                                        | Versenyszám | Selejtező | Selejtező | 64-es főtábla                                  | 32-es főtábla                           | Nyolcaddöntő                                                               | Negyeddöntő                                                               | Elődöntő          | Döntő             | Helyezés |
| Versenyző                                        | Versenyszám | Pont      | Kiemelt   | Ellenfél Eredmény                              | Ellenfél Eredmény                       | Ellenfél Eredmény                                                          | Ellenfél Eredmény                                                         | Ellenfél Eredmény | Ellenfél Eredmény | Helyezés |
| ------------------------------------------------ | ----------- | --------- | --------- | ---------------------------------------------- | --------------------------------------- | -------------------------------------------------------------------------- | ------------------------------------------------------------------------- | ----------------- | ----------------- | -------- |
| Wietse van Alten                                 | Egyéni      | 661       | 14.       | Ricardo Merlos (ESA) (51.) · 152-151           | Ilario Di Buò (ITA) (19.) · 160-164     | kiesett                                                                    | kiesett                                                                   | kiesett           | kiesett           | 27.      |
| Pieter Custers                                   | Egyéni      | 646       | 36.       | Sztanyiszlav Zabrodszkij (KAZ) (29.) · 141-145 | kiesett                                 | kiesett                                                                    | kiesett                                                                   | kiesett           | kiesett           | 44.      |
| Ron van der Hoff                                 | Egyéni      | 633       | 49.       | Butch Johnson (USA) (16.) · 145-135            | Szatjadev Praszad (IND) (48.) · 155-158 | kiesett                                                                    | kiesett                                                                   | kiesett           | kiesett           | 30.      |
| Wietse van Alten Pieter Custers Ron van der Hoff | Csapat      | 1940      | 9.        |                                                |                                         | Mexikó (MEX) · Jorge Chapoy · Eduardo Magaña · Juan Serrano (8.) · 244-234 | Dél-Korea (KOR) · Im Donghjon · Csang Jongho · Pak Kjongmo (1.) · 249-250 | kiesett           | kiesett           | 5.       |

## Kajak-kenu

### Szlalom
Férfi
| Versenyző    | Versenyszám | Selejtező | Selejtező | Selejtező | Selejtező | Selejtező  | Selejtező  | Elődöntő | Elődöntő | Döntő   | Döntő   | Összesítés | Összesítés |
| Versenyző    | Versenyszám | 1. futam  | 1. futam  | 2. futam  | 2. futam  | Összesítés | Összesítés | Elődöntő | Elődöntő | Döntő   | Döntő   | Összesítés | Összesítés |
| Versenyző    | Versenyszám | Pont      | Hely.     | Pont      | Hely.     | Pont       | Hely.      | Pont     | Hely.    | Pont    | Hely.   | Pont       | Helyezés   |
| ------------ | ----------- | --------- | --------- | --------- | --------- | ---------- | ---------- | -------- | -------- | ------- | ------- | ---------- | ---------- |
| Floris Braat | Kajak egyes | 97,96     | 10.       | 97,18     | 9.        | 195,14     | 11.        | 101,39   | 17.      | kiesett | kiesett | kiesett    | kiesett    |
| Sam Oud      | Kajak egyes | 107,27    | 22.       | 95,41     | 3.        | 202,68     | 20.        | 94,46    | 3.       | 102,82  | 9.      | 197,28     | 8.         |

## Kerékpározás

### Hegyi-kerékpározás
| Versenyző             | Versenyszám        | Idő              | Helyezés |
| --------------------- | ------------------ | ---------------- | -------- |
| Thijs Al              | Férfi terepverseny | 2:27:13 (+12:11) | 25.      |
| Bart Brentjens        | Férfi terepverseny | 2:17:05 (+2:03)  |          |
| Bas Peters            | Férfi terepverseny | 2:21:44 (+6:42)  | 13.      |
| Elsbeth van Rooy-Vink | Női terepverseny   | 2:01:41 (+4:50)  | 5.       |

### Országúti kerékpározás
Férfi
| Versenyző        | Versenyszám   | Idő                   | Helyezés      |
| ---------------- | ------------- | --------------------- | ------------- |
| Michael Boogerd  | Mezőnyverseny | nem ért célba         | nem ért célba |
| Erik Dekker      | Mezőnyverseny | 5:42:29 (+0:45)       | 41.           |
| Max van Heeswijk | Mezőnyverseny | 5:41:56 (+0:12)       | 17.           |
| Servais Knaven   | Mezőnyverseny | nem ért célba         | nem ért célba |
| Karsten Kroon    | Mezőnyverseny | 5:47:13 (+5:29)       | 52.           |
| Thomas Dekker    | Időfutam      | 1:00:38,05 (+3:06,31) | 21.           |

Női
| Versenyző                     | Versenyszám   | Idő                 | Helyezés      |
| ----------------------------- | ------------- | ------------------- | ------------- |
| Anouska van der Zee           | Mezőnyverseny | nem ért célba       | nem ért célba |
| Mirjam Melchers-van Poppel    | Mezőnyverseny | 3:25:06 (+0:42)     | 6.            |
| Mirjam Melchers-van Poppel    | Időfutam      | 33:01,58 (+1:50,05) | 13.           |
| Leontien Zijlaard-van Moorsel | Időfutam      | 31:11,53            |               |
| Leontien Zijlaard-van Moorsel | Mezőnyverseny | nem ért célba       | nem ért célba |

### Pálya-kerékpározás
Sprintversenyek
| Versenyző                    | Versenyszám         | Selejtező | Selejtező | 1. forduló                                                                | Vigaszág                                                | Vigaszág | 2. forduló                 | Vigaszág                                           | Vigaszág | 9–12. helyért                                                                   | 9–12. helyért | Negyeddöntő                       | 5–8. helyért           | 5–8. helyért | Elődöntő                          | Döntő                                      | Helyezés |
| Versenyző                    | Versenyszám         | Idő       | Hely.     | Ellenfél Győztes idő                                                      | Ellenfelek Győztes idő                                  | Hely.    | Ellenfél Győztes idő       | Ellenfelek Győztes idő                             | Hely.    | Ellenfelek Győztes idő                                                          | Hely.         | Ellenfél Győztes idő              | Ellenfelek Győztes idő | Hely.        | Ellenfél Győztes idő              | Ellenfél Győztes idő                       | Helyezés |
| ---------------------------- | ------------------- | --------- | --------- | ------------------------------------------------------------------------- | ------------------------------------------------------- | -------- | -------------------------- | -------------------------------------------------- | -------- | ------------------------------------------------------------------------------- | ------------- | --------------------------------- | ---------------------- | ------------ | --------------------------------- | ------------------------------------------ | -------- |
| Theo Bos                     | Férfi egyéni sprint | 10,214    | 2.        | Alois Kaňkovský (CZE) · 10,799                                            |                                                         |          | Teun Mulder (NED) · 11,164 |                                                    |          |                                                                                 |               | Ross Edgar (GBR) · 11,024, 10,905 |                        |              | René Wolff (GER) · 10,502, 10,639 | Ryan Bayley (AUS) · 10,710, 10,661, 10,743 |          |
| Teun Mulder                  | Férfi egyéni sprint | 10,565    | 12.       | Damian Zieliński (POL) · 10,833                                           | Kim Cshibom (KOR) · Alois Kaňkovský (CZE) · 10,740      | 1.       | Theo Bos (NED) · 11,164    | Barry Forde (BAR) · José Villanueva (ESP) · 11,294 | 2.       | José Villanueva (ESP) · Josiah Ng (MAS) · Sean Eadie (AUS) · 11,063             | 2.            |                                   |                        |              |                                   |                                            | 10.      |
| Yvonne Hijgenaar             | Női egyéni sprint   | 11,400    | 5.        | Daniela Larreal (VEN) · 11,849                                            | Katrin Meinke (GER) · Victoria Pendleton (GBR) · 12,132 | 2.       |                            |                                                    |          | Victoria Pendleton (GBR) · Jennie Reed (USA) · Evgenija Radanova (BUL) · 12,699 | 3.            |                                   |                        |              |                                   |                                            | 11.      |
| Jan Bos Theo Bos Teun Mulder | Férfi csapatsprint  | 44,539    | 6.        | Japán (JPN) · Fusimi Tosiaki · Inoue Maszaki · Nagacuka Tomohiro · 44,081 |                                                         |          |                            |                                                    |          |                                                                                 |               |                                   |                        |              |                                   | kiesett                                    | 6.       |

Üldözőversenyek
| Versenyző                                             | Versenyszám                | Selejtező        | Selejtező        | Elődöntő                                                                                        | Elődöntő         | Elődöntő         | Döntő                                            | Döntő         | Döntő         |
| Versenyző                                             | Versenyszám                | Idő              | Hely.            | Ellenfél Idő                                                                                    | Saját idő        | Hely.            | Ellenfél Idő                                     | Saját idő     | Helyezés      |
| ----------------------------------------------------- | -------------------------- | ---------------- | ---------------- | ----------------------------------------------------------------------------------------------- | ---------------- | ---------------- | ------------------------------------------------ | ------------- | ------------- |
| Levi Heimans                                          | Férfi egyéni üldözőverseny | nem állt rajthoz | nem állt rajthoz | nem állt rajthoz                                                                                | nem állt rajthoz | nem állt rajthoz | nem ért célba                                    | nem ért célba | nem ért célba |
| Leontien Zijlaard-van Moorsel                         | Női egyéni üldözőverseny   | 3:30,422         | 3.               | Karin Thürig (SUI) · 3:34,831                                                                   | 3:28,747         | 1.               | Bronzmérkőzés · Katherine Bates (AUS) · 3:31,715 | 3:27,037      |               |
| Levi Heimans Jens Mouris Peter Schep Jeroen Straathof | Férfi csapat üldözőverseny | 4:06,286         | 5.               | Németország (GER) · Robert Bartko · Guido Fulst · Christian Lademann · Leif Lampater · 4:03,785 | 4:04,605         | 5.               | kiesett                                          | kiesett       | kiesett       |

Időfutam
| Név              | Versenyszám           | Idő      | Helyezés |
| ---------------- | --------------------- | -------- | -------- |
| Theo Bos         | Férfi egyéni időfutam | 1:01,986 | 5.       |
| Teun Mulder      | Férfi egyéni időfutam | 1:03,165 | 11.      |
| Yvonne Hijgenaar | Női egyéni időfutam   | 34,532   | 5.       |

Keirin
| Versenyző   | Versenyszám  | 1. forduló | Vigaszág | 2. forduló    | Döntő            | Helyezés    |
| Versenyző   | Versenyszám  | Helyezés   | Helyezés | Helyezés      | Helyezés         | Helyezés    |
| ----------- | ------------ | ---------- | -------- | ------------- | ---------------- | ----------- |
| Theo Bos    | Férfi keirin | 5.         | 1.       | nem ért célba | nem állt rajthoz | 11.         |
| Teun Mulder | Férfi keirin | 3.         | 4.       | kiesett       | kiesett          | helyezetlen |

Pontversenyek
| Versenyző                  | Versenyszám       | Pont | Helyezés |
| -------------------------- | ----------------- | ---- | -------- |
| Peter Schep                | Férfi pontverseny | 58   | 7.       |
| Adrie Visser               | Női pontverseny   | 5    | 11.      |
| Robert Slippens Danny Stam | Férfi madison     | 2    | 14.      |

## Lovaglás
Díjlovaglás
| Versenyző                                                                            | Ló                                | Versenyszám | 1. kör | 1. kör | 2. kör  | 2. kör  | 3. kör  | 3. kör  | Végeredmény | Végeredmény |
| Versenyző                                                                            | Ló                                | Versenyszám | Pont   | Hely.  | Pont    | Hely.   | Pont    | Hely.   | Pont        | Helyezés    |
| ------------------------------------------------------------------------------------ | --------------------------------- | ----------- | ------ | ------ | ------- | ------- | ------- | ------- | ----------- | ----------- |
| Marlies Anne van Baalen                                                              | Idocus                            | Egyéni      | 64,583 | 43.    | kiesett | kiesett | kiesett | kiesett | kiesett     | kiesett     |
| Imke Schellekens-Bartels                                                             | Lancet                            | Egyéni      | 69,750 | 15.    | 71,720  | 9.      | 74,850  | 12.     | 72,107      | 11.         |
| Anky van Grunsven                                                                    | Salinero                          | Egyéni      | 74,208 | 3.     | 77,800  | 1.      | 85,825  | 1.      | 79,278      |             |
| Sven Rothenberger                                                                    | Barclay II                        | Egyéni      | 69,833 | 14.    | 69,437  | 17.     | kiesett | kiesett | kiesett     | kiesett     |
| Marlies Anne van Baalen Imke Schellekens-Bartels Anky van Grunsven Sven Rothenberger | Idocus Lancet Salinero Barclay II | Csapat      |        |        |         |         |         |         | 71,264      | 4.          |

Díjugratás
| Versenyző                                                       | Ló                                | Versenyszám | Selejtező | Selejtező | Selejtező | Selejtező | Selejtező | Selejtező | Selejtező | Selejtező | Döntő   | Döntő   | Döntő         | Döntő         | Végeredmény | Végeredmény |
| Versenyző                                                       | Ló                                | Versenyszám | 1. kör    | 1. kör    | 2. kör    | 2. kör    | 2. kör    | 3. kör    | 3. kör    | 3. kör    | 1. kör  | 1. kör  | 2. kör        | 2. kör        | Végeredmény | Végeredmény |
| Versenyző                                                       | Ló                                | Versenyszám | Bünt.     | Hely.     | Bünt.     | Össz.     | Hely.     | Bünt.     | Össz.     | Hely.     | Bünt.   | Hely.   | Bünt.         | Hely.         | Bünt.       | Helyezés    |
| --------------------------------------------------------------- | --------------------------------- | ----------- | --------- | --------- | --------- | --------- | --------- | --------- | --------- | --------- | ------- | ------- | ------------- | ------------- | ----------- | ----------- |
| Leopold van Asten                                               | Fleche Rouge                      | Egyéni      | 4         | 17.       | 4         | 8         | 15.       | 8         | 16        | 18.       | 12      | 29.     | kiesett       | kiesett       | kiesett     | kiesett     |
| Gert-Jan Bruggink                                               | Joel                              | Egyéni      | 4         | 17.       | 0         | 4         | 4.        | 4         | 8         | 4.        | 12      | 31.     | kiesett       | kiesett       | kiesett     | kiesett     |
| Gerco Schröder                                                  | Monaco                            | Egyéni      | 5         | 29.       | 8         | 13        | 32.       | 4         | 17        | 46.       | kiesett | kiesett | kiesett       | kiesett       | kiesett     | kiesett     |
| Wim Schröder                                                    | Montreal                          | Egyéni      | 0         | 1.        | 4         | 4         | 4.        | 8         | 12        | 12.       | 4       | 26.     | nem ért célba | nem ért célba | kiesett     | kiesett     |
| Leopold van Asten Gert-Jan Bruggink Gerco Schröder Wim Schröder | Fleche Rouge Joel Monaco Montreal | Csapat      |           |           |           |           |           |           |           |           | 8       | 1.      | 16            | 6.            | 24          | 4.          |

## Röplabda

### Férfi
| #    | Név                | Klub                   | Kor                              | Magasság |
| ---- | ------------------ | ---------------------- | -------------------------------- | -------- |
| 1    | Dirk-Jan van Gendt | Ortec Nesselande       | 1974. július 18. (30 évesen)     | 185 cm   |
| 2    | Nico Freriks       | VC Omniworld           | 1981. december 22. (22 évesen)   | 192 cm   |
| 3    | Marko Klok         | Ortec Nesselande       | 1968. március 14. (36 évesen)    | 194 cm   |
| 4    | Reinder Nummerdor  | Ferrara Volley         | 1976. szeptember 10. (27 évesen) | 194 cm   |
| 5    | Guido Görtzen      | Perugia Volley         | 1970. november 9. (33 évesen)    | 202 cm   |
| 6    | Richard Schuil     | G.Del Colle            | 1973. május 2. (31 évesen)       | 202 cm   |
| 7    | Mike van de Goor   | Piet Zoomers Apeldoorn | 1973. május 14. (31 évesen)      | 207 cm   |
| 9    | Jeroen Trommel     | VC Omniworld           | 1980. augusztus 1. (24 évesen)   | 194 cm   |
| 12   | Robert Horstink    | Piet Zoomers Apeldoorn | 1981. december 26. (22 évesen)   | 201 cm   |
| 14   | Kay van Dijk       | VC Zwolle              | 1984. június 25. (20 évesen)     | 213 cm   |
| 17   | Rob Bontje         | Ortec Nesselande       | 1981. május 12. (23 évesen)      | 206 cm   |
| 18   | Albert Cristina    | VC Omniworld           | 1970. november 18. (33 évesen)   | 194 cm   |
| Edző |                    |                        |                                  |          |
|      | Bert Goedkoop      |                        |                                  |          |

- Kor: 2004. augusztus 12-i kora

#### Eredmények
Csoportkör
B csoport
|                        |      | Mérkőzések | Mérkőzések | Szettek | Szettek | Szettek | Pontok | Pontok | Pontok |
| Csapat                 | Pont | Gy         | V          | Sz+     | Sz–     | SzA     | P+     | P–     | PA     |
| ---------------------- | ---- | ---------- | ---------- | ------- | ------- | ------- | ------ | ------ | ------ |
| Brazília (BRA)         | 9    | 4          | 1          | 13      | 7       | 1,857   | 483    | 431    | 1,121  |
| Olaszország (ITA)      | 8    | 3          | 2          | 13      | 7       | 1,857   | 465    | 434    | 1,071  |
| Egyesült Államok (USA) | 8    | 3          | 2          | 11      | 8       | 1,375   | 437    | 423    | 1,033  |
| Oroszország (RUS)      | 8    | 3          | 2          | 11      | 9       | 1,222   | 452    | 430    | 1,051  |
| Hollandia (NED)        | 7    | 2          | 3          | 7       | 11      | 0,636   | 391    | 419    | 0,933  |
| Ausztrália (AUS)       | 5    | 0          | 5          | 2       | 15      | 0,133   | 331    | 422    | 0,784  |

| 2004. augusztus 15. 11:00 | Hollandia (NED)                                 | 3–2 | Oroszország (RUS) | Béke és Barátság stadion, Pireusz Nézőszám: 2060 Játékvezető: Umit Sokullu (TUR), Dejan Jovanovic (SCG) |
| 2004. augusztus 15. 11:00 | (25–23, 19–25, 17–25, 27–25, 18–16) Jegyzőkönyv |     |                   | Béke és Barátság stadion, Pireusz Nézőszám: 2060 Játékvezető: Umit Sokullu (TUR), Dejan Jovanovic (SCG) |

| 2004. augusztus 17. 16:00 | Egyesült Államok (USA)            | 3–0 | Hollandia (NED) | Béke és Barátság stadion, Pireusz Nézőszám: 3000 Játékvezető: Juan Pereyra (ARG), Abdullah Al-Khelaifi (KSA) |
| 2004. augusztus 17. 16:00 | (26–24, 25–20, 25–18) Jegyzőkönyv |     |                 | Béke és Barátság stadion, Pireusz Nézőszám: 3000 Játékvezető: Juan Pereyra (ARG), Abdullah Al-Khelaifi (KSA) |

| 2004. augusztus 19. 11:00 | Hollandia (NED)                          | 1–3 | Brazília (BRA) | Béke és Barátság stadion, Pireusz Nézőszám: 4150 Játékvezető: Fernando Nava (MEX), Francisco Medina (CUB) |
| 2004. augusztus 19. 11:00 | (22–25, 26–24, 21–25, 19–25) Jegyzőkönyv |     |                | Béke és Barátság stadion, Pireusz Nézőszám: 4150 Játékvezető: Fernando Nava (MEX), Francisco Medina (CUB) |

| 2004. augusztus 21. 11:20 | Olaszország (ITA)                 | 3–0 | Hollandia (NED) | Béke és Barátság stadion, Pireusz Nézőszám: 6200 Játékvezető: Patrick Rachard (FRA), Hóbor Béla (HUN) |
| 2004. augusztus 21. 11:20 | (25–19, 25–21, 25–20) Jegyzőkönyv |     |                 | Béke és Barátság stadion, Pireusz Nézőszám: 6200 Játékvezető: Patrick Rachard (FRA), Hóbor Béla (HUN) |

| 2004. augusztus 23. 14:00 | Hollandia (NED)                   | 3–0 | Ausztrália (AUS) | Béke és Barátság stadion, Pireusz Nézőszám: 4120 Játékvezető: Mahmoud Abdel Magid (EGY), Juan Pereyra (ARG) |
| 2004. augusztus 23. 14:00 | (25–22, 25–17, 25–16) Jegyzőkönyv |     |                  | Béke és Barátság stadion, Pireusz Nézőszám: 4120 Játékvezető: Mahmoud Abdel Magid (EGY), Juan Pereyra (ARG) |

| Csapat          | Helyezés |
| --------------- | -------- |
| Hollandia (NED) | 9.       |

### Strandröplabda

#### Női
| Versenyző                      | Csoportkör | Csoportkör | Nyolcaddöntő      | Negyeddöntő       | Elődöntő          | Döntő             | Helyezés |
| Versenyző                      | Ellenfél Eredmény | Hely.      | Ellenfél Eredmény | Ellenfél Eredmény | Ellenfél Eredmény | Ellenfél Eredmény | Helyezés |
| ------------------------------ | --- | ---------- | ----------------- | ----------------- | ----------------- | ----------------- | -------- |
| Rebekka Kadijk Marrit Leenstra | A csoport · Csehország (CZE) · Eva Celbová · Soňa Nováková · 19-21, 16-21 · Egyesült Államok (USA) · Misty May · Kerri Walsh · 11-21, 13-21 · Japán (JPN) · Kuszuhara Csiaki · Tokuno Rjóko · 21-15, 17-21, 13-15 | 4.         | kiesett           | kiesett           | kiesett           | kiesett           | 19.      |

## Sportlövészet
Férfi
| Versenyző             | Versenyszám           | Selejtező | Selejtező | Döntő   | Döntő    |
| Versenyző             | Versenyszám           | Pont      | Helyezés  | Pont    | Helyezés |
| --------------------- | --------------------- | --------- | --------- | ------- | -------- |
| Dick Boschman         | Légpuska              | 592       | 18.***    | kiesett | kiesett  |
| Dick Boschman         | Sportpuska, fekvő     | 587       | 40.*      | kiesett | kiesett  |
| Dick Boschman         | Sportpuska, összetett | 1154      | 26.*      | kiesett | kiesett  |
| Hennie Dompeling      | Skeet                 | 119       | 21.****   | kiesett | kiesett  |
| Jan-Cor van der Greef | Skeet                 | 115       | 34.**     | kiesett | kiesett  |

* - egy másik versenyzővel azonos eredményt ért el

** - két másik versenyzővel azonos eredményt ért el

*** - három másik versenyzővel azonos eredményt ért el

**** - hét másik versenyzővel azonos eredményt ért el

## Szinkronúszás
| Versenyző                                  | Versenyszám | Technikai gyakorlat | Technikai gyakorlat | Selejtező        | Selejtező        | Selejtező  | Selejtező  | Döntő            | Döntő            | Döntő      | Döntő      | Helyezés |
| Versenyző                                  | Versenyszám | Technikai gyakorlat | Technikai gyakorlat | Szabad gyakorlat | Szabad gyakorlat | Összesítés | Összesítés | Szabad gyakorlat | Szabad gyakorlat | Összesítés | Összesítés | Helyezés |
| Versenyző                                  | Versenyszám | Pont                | Hely.               | Pont             | Hely.            | Pont       | Hely.      | Pont             | Hely.            | Pont       | Hely.      | Helyezés |
| ------------------------------------------ | ----------- | ------------------- | ------------------- | ---------------- | ---------------- | ---------- | ---------- | ---------------- | ---------------- | ---------- | ---------- | -------- |
| Bianca van der Velden Sonja van der Velden | Páros       | 44,334              | 13.                 | 44,833           | 13.              | 89,167     | 13.        | kiesett          | kiesett          | kiesett    | kiesett    | 13.      |

## Taekwondo
Férfi
| Versenyző       | Versenyszám | Nyolcaddöntő                    | Negyeddöntő       | Elődöntő          | Vigaszág első kör | Vigaszág elődöntő | Bronz- mérkőzés   | Döntő             | Helyezés |
| Versenyző       | Versenyszám | Ellenfél Eredmény               | Ellenfél Eredmény | Ellenfél Eredmény | Ellenfél Eredmény | Ellenfél Eredmény | Ellenfél Eredmény | Ellenfél Eredmény | Helyezés |
| --------------- | ----------- | ------------------------------- | ----------------- | ----------------- | ----------------- | ----------------- | ----------------- | ----------------- | -------- |
| Patrick Stevens | Váltósúly   | Christophe Negrel (FRA) · 10-13 | kiesett           | kiesett           |                   |                   |                   |                   | 11.      |

Női
| Versenyző      | Versenyszám | Nyolcaddöntő                 | Negyeddöntő              | Elődöntő          | Vigaszág első kör | Vigaszág elődöntő | Bronz- mérkőzés   | Döntő             | Helyezés |
| Versenyző      | Versenyszám | Ellenfél Eredmény            | Ellenfél Eredmény        | Ellenfél Eredmény | Ellenfél Eredmény | Ellenfél Eredmény | Ellenfél Eredmény | Ellenfél Eredmény | Helyezés |
| -------------- | ----------- | ---------------------------- | ------------------------ | ----------------- | ----------------- | ----------------- | ----------------- | ----------------- | -------- |
| Charmie Sobers | Váltósúly   | Sarah Bainbridge (GBR) · 7-6 | Toni Rivero (PHI) · 4-10 | kiesett           |                   |                   |                   |                   | 9.       |

## Tollaslabda
| Versenyző               | Versenyszám  | 32-es főtábla                       | Nyolcaddöntő                                                  | Negyeddöntő                                             | Elődöntő                        | Bronz- mérkőzés   | Döntő                               | Helyezés |
| Versenyző               | Versenyszám  | Ellenfél Eredmény                   | Ellenfél Eredmény                                             | Ellenfél Eredmény                                       | Ellenfél Eredmény               | Ellenfél Eredmény | Ellenfél Eredmény                   | Helyezés |
| ----------------------- | ------------ | ----------------------------------- | ------------------------------------------------------------- | ------------------------------------------------------- | ------------------------------- | ----------------- | ----------------------------------- | -------- |
| Mia Audina              | Női egyes    | Nigella Saunders (JAM) · 11-4, 11-1 | Aparna Popat (IND) · 9-11, 11-1, 11-3                         | Tracey Hallam (GBR) · 11-0, 11-9                        | Kung Zsuj-na (CHN) · 11-4, 11-2 |                   | Csang Ning (CHN) · 11-8, 6-11, 7-11 |          |
| Jie Yao                 | Női egyes    | Jiang Yanmei (SIN) · 11-6, 11-8     | Wang Chen (HKG) · 11-8, 10-13 8-11                            | kiesett                                                 | kiesett                         | kiesett           | kiesett                             | 9.       |
| Lotte Bruil Mia Audina  | Női páros    |                                     | Nagy-Britannia (GBR) · Ella Tripp · Joanne Goode · 15-7, 15-7 | Dél-Korea (KOR) · Na Kjongmin · I Kjongvon · 5-15, 2-15 | kiesett                         | kiesett           | kiesett                             | 5.       |
| Chris Bruil Lotte Bruil | Vegyes páros |                                     | Dél-Korea (KOR) · Kim Dongmun · Na Kjongmin · 4-15, 6-15      | kiesett                                                 | kiesett                         | kiesett           | kiesett                             | 9.       |

## Torna
Női
| Versenyző         | Versenyszám      | Selejtező | Selejtező | Döntő    | Döntő    |
| Versenyző         | Versenyszám      | Pontszám  | Helyezés  | Pontszám | Helyezés |
| ----------------- | ---------------- | --------- | --------- | -------- | -------- |
| Laura van Leeuwen | Talaj            | 8,412     | 73.       | kiesett  | kiesett  |
| Laura van Leeuwen | Ugrás            | 9,037     |           | kiesett  | kiesett  |
| Laura van Leeuwen | Felemás korlát   | 9,437     | 27.       | kiesett  | kiesett  |
| Laura van Leeuwen | Gerenda          | 8,600     | 61.       | kiesett  | kiesett  |
| Laura van Leeuwen | Egyéni összetett | 35,486    | 46.       | kiesett  | kiesett  |
| Suzanne Harmes    | Talaj            | 9,337     | 27.       | kiesett  | kiesett  |
| Suzanne Harmes    | Ugrás            | 9,125     |           | kiesett  | kiesett  |
| Suzanne Harmes    | Felemás korlát   | 9,137     | 53.       | kiesett  | kiesett  |
| Suzanne Harmes    | Gerenda          | 8,162     | 74.       | kiesett  | kiesett  |
| Suzanne Harmes    | Egyéni összetett | 35,761    | 42.       | kiesett  | kiesett  |

### Trambulin
| Versenyző        | Versenyszám | Selejtező | Selejtező | Döntő    | Döntő    |
| Versenyző        | Versenyszám | Pontszám  | Helyezés  | Pontszám | Helyezés |
| ---------------- | ----------- | --------- | --------- | -------- | -------- |
| Alan Villafuerte | Férfi       | 44,9      | 15.       | kiesett  | kiesett  |
| Rea Lenders      | Női         | 62,7      | 8.        | 24,3     | 8.       |

## Triatlon
| Versenyző      | Versenyszám | 1,5 km úszás | 1,5 km úszás | 40 km kerékpározás | 40 km kerékpározás | 10 km futás | 10 km futás | Összesítés | Összesítés |
| Versenyző      | Versenyszám | Idő          | Hely.        | Idő                | Hely.              | Idő         | Hely.       | Idő        | Helyezés   |
| -------------- | ----------- | ------------ | ------------ | ------------------ | ------------------ | ----------- | ----------- | ---------- | ---------- |
| Wieke Hoogzaad | Női         | 19:44        | 25.          | 1:10:21            | 16.*               | 38:57       | 30.         | 2:09:47,21 | 25.        |
| Tracy Looze    | Női         | 20:40        | 46.          | 1:12:27            | 31.                | 36:42       | 11.         | 2:10:35,81 | 29.        |

* - két másik versenyzővel azonos időt ért el

## Úszás
Férfi
| Versenyző                                                                            | Versenyszám          | Előfutam | Előfutam | Előfutam | Elődöntő | Elődöntő | Elődöntő | Döntő   | Döntő    |
| Versenyző                                                                            | Versenyszám          | Idő      | Hely.    | Össz.    | Idő      | Hely.    | Össz.    | Idő     | Helyezés |
| ------------------------------------------------------------------------------------ | -------------------- | -------- | -------- | -------- | -------- | -------- | -------- | ------- | -------- |
| Johan Kenkhuis                                                                       | 50 m gyors           | 22,58    | 3.*      | 18.**    | kiesett  | kiesett  | kiesett  | kiesett | kiesett  |
| Pieter van den Hoogenband                                                            | 50 m gyors           | 22,56    | 7.       | 17.      | kiesett  | kiesett  | kiesett  | kiesett | kiesett  |
| Pieter van den Hoogenband                                                            | 100 m gyors          | 48,70    | 1.       | 1.       | 48,55    | 2.       | 2.       | 48,17   |          |
| Pieter van den Hoogenband                                                            | 200 m gyors          | 1:47,32  | 2.       | 2.       | 1:46,00  | 1.       | 1.       | 1:45,23 |          |
| Thijs van Valkengoed                                                                 | 100 m mell           | 1:02,03  | 5.       | 14.      | 1:02,36  | 8.       | 16.      | kiesett | kiesett  |
| Thijs van Valkengoed                                                                 | 200 m mell           | 2:16,80  | 8.       | 26.      | kiesett  | kiesett  | kiesett  | kiesett | kiesett  |
| Joris Keizer                                                                         | 100 m pillangó       | 52,93    | 2.       | 13.      | 52,85    | 7.       | 10.      | kiesett | kiesett  |
| Johan Kenkhuis Pieter van den Hoogenband Mitja Zastrow Klaas-Erik Zwering Mark Veens | 4 × 100 m gyorsváltó | 3:16,42  | 4.       | 4.       |          |          |          | 3:14,36 |          |

Női
| Versenyző                                                                   | Versenyszám            | Előfutam | Előfutam | Előfutam | Elődöntő | Elődöntő | Elődöntő | Döntő   | Döntő    |
| Versenyző                                                                   | Versenyszám            | Idő      | Hely.    | Össz.    | Idő      | Hely.    | Össz.    | Idő     | Helyezés |
| --------------------------------------------------------------------------- | ---------------------- | -------- | -------- | -------- | -------- | -------- | -------- | ------- | -------- |
| Marleen Veldhuis                                                            | 50 m gyors             | 25,28    | 4.       | 5.*      | 25,27    | 3.       | 9.*      | kiesett | kiesett  |
| Marleen Veldhuis                                                            | 100 m gyors            | 55,81    | 4.       | 13.      | 55,32    | 6.       | 11.      | kiesett | kiesett  |
| Inge de Bruijn                                                              | 100 m gyors            | 54,43    | 1.       | 1.       | 54,06    | 2.       | 2.       | 54,16   |          |
| Inge de Bruijn                                                              | 50 m gyors             | 24,66    | 1.       | 1.       | 24,56    | 1.       | 1.       | 24,58   |          |
| Inge de Bruijn                                                              | 100 m pillangó         | 58,47    | 2.       | 3.       | 57,50    | 1.       | 1.       | 57,99   |          |
| Chantal Groot                                                               | 100 m pillangó         | 1:00,49  | 7.       | 21.      | kiesett  | kiesett  | kiesett  | kiesett | kiesett  |
| Madelon Baans                                                               | 100 m mell             | 1:11,10  | 7.       | 21.      | kiesett  | kiesett  | kiesett  | kiesett | kiesett  |
| Inge de Bruijn Inge Dekker Chantal Groot Marleen Veldhuis Annabel Kosten    | 4 × 100 m gyorsváltó   | 3:39,93  | 3.       | 3.       |          |          |          | 3:37,59 |          |
| Chantal Groot Celina Lemmen Haike van Stralen Marleen Veldhuis              | 4 × 200 m gyorsváltó   | 8:08,96  | 4.       | 9.       |          |          |          | kiesett | kiesett  |
| Madelon Baans Inge de Bruijn Stefanie Luiken Marleen Veldhuis Chantal Groot | 4 × 100 m vegyes váltó | 4:08,72  | 5.       | 8.       |          |          |          | 4:07,36 | 6.       |

* - egy másik versenyzővel azonos időt ért el

** - két másik versenyzővel azonos időt ért el

## Vitorlázás
Férfi
| Versenyző                       | Versenyszám     | Futam | Futam | Futam | Futam | Futam | Futam | Futam | Futam | Futam | Futam | Futam | Pontszám | Helyezés |
| Versenyző                       | Versenyszám     | 1     | 2     | 3     | 4     | 5     | 6     | 7     | 8     | 9     | 10    | 11    | Pontszám | Helyezés |
| ------------------------------- | --------------- | ----- | ----- | ----- | ----- | ----- | ----- | ----- | ----- | ----- | ----- | ----- | -------- | -------- |
| Joeri van Dijk                  | Szörfvitorlázás | 26    | 18    | 16    | 17    | 28    | 15    | 10    | 17    | 13    | 26    | 19    | 177      | 20.      |
| Jaap Zielhuis                   | Finn dingi      | 22    | 19    | 18    | 12    | 13    | 7     | 12    | 16    | 14    | 13    | 12    | 136      | 19.      |
| Sven Erik Coster Kalle Coster   | 470-es osztály  | 4     | 21    | 4     | 16    | 12    | 18    | 6     | 8     | 6     | 22    | 6     | 101      | 6.       |
| Mark Neeleman Peter van Niekerk | Csillaghajó     | 14    | 10    | 14    | 12    | 8     | 4     | 15    | 10    | 17    | 10    | 1     | 98       | 14.      |

Női
| Versenyző                                       | Versenyszám    | Futam | Futam    | Futam | Futam | Futam | Futam | Futam | Futam | Futam | Futam | Futam | Pontszám | Helyezés |
| Versenyző                                       | Versenyszám    | 1     | 2        | 3     | 4     | 5     | 6     | 7     | 8     | 9     | 10    | 11    | Pontszám | Helyezés |
| ----------------------------------------------- | -------------- | ----- | -------- | ----- | ----- | ----- | ----- | ----- | ----- | ----- | ----- | ----- | -------- | -------- |
| Carolijn Brouwer                                | Europe         | 19    | kizárták | 18    | 21    | 15    | 17    | 18    | 13    | 8     | 20    | 2     | 151      | 19.      |
| Lisa Westerhof Margriet Matthijsse              | 470-es osztály | 10    | kizárták | 1     | 15    | 4     | 10    | 7     | 7     | 19    | 12    | 15    | 100      | 9.       |
| Annelies Thies Annemieke Bes Petronella de Jong | Yngling        | 8     | 1        | 13    | 8     | 3     | 5     | 8     | 12    | 5     | 4     | 2     | 56       | 4.       |

Nyílt
| Versenyző                    | Versenyszám | Futam | Futam | Futam | Futam | Futam | Futam | Futam | Futam | Futam | Futam | Futam | Pontszám | Helyezés |
| Versenyző                    | Versenyszám | 1     | 2     | 3     | 4     | 5     | 6     | 7     | 8     | 9     | 10    | 11    | Pontszám | Helyezés |
| ---------------------------- | ----------- | ----- | ----- | ----- | ----- | ----- | ----- | ----- | ----- | ----- | ----- | ----- | -------- | -------- |
| Mitch Booth Herbert Dercksen | Tornádó     | 11    | 5     | 10    | 4     | 4     | 3     | 1     | 10    | 6     | 7     | 17    | 61       | 5.       |

## Vívás
Női
| Versenyző | Versenyszám       | Selejtező         | 32-es főtábla                     | Nyolcaddöntő      | Negyeddöntő       | Elődöntő          | Bronz- mérkőzés   | Döntő             | Helyezés |
| Versenyző | Versenyszám       | Ellenfél Eredmény | Ellenfél Eredmény                 | Ellenfél Eredmény | Ellenfél Eredmény | Ellenfél Eredmény | Ellenfél Eredmény | Ellenfél Eredmény | Helyezés |
| --------- | ----------------- | ----------------- | --------------------------------- | ----------------- | ----------------- | ----------------- | ----------------- | ----------------- | -------- |
| Sonja Tol | Párbajtőr, egyéni |                   | Mincza-Nébald Ildikó (HUN) · 7-15 | kiesett           | kiesett           | kiesett           | kiesett           | kiesett           | 24.      |